# Anas Tahiri
Anas Tahiri (Brussel, 15 mei 1995) is een Belgisch-Marokkaans voetballer die doorgaans als middenvelder speelt. Hij verruilde in 2024 sc Heerenveen voor Almere City. 

## Clubcarrière

### Lierse SK
Tahiri speelde vanaf 2013 in de jeugdopleiding van Lierse SK. Voor die club debuteerde hij op 16 maart 2014 in de Jupiler Pro League tegen AA Gent. Hij viel na 87 minuten in voor Ahmed El Messaoudi. Anas Tahiri scoorde zijn eerste goal op 7 mei 2015, in de eindronde tegen KAS Eupen. Toch kon hij dat seizoen niet voorkomen dat Lierse degradeerde van het hoogste niveau in België. De twee seizoenen erop speelde hij in de Challenger Pro League, maar hij kon nooit vaste basisspeler worden. In het seizoen 2017/18 speelde hij zelfs geen enkele wedstrijd. Daarop verliet Tahiri die zomer, na 62 wedstrijden en vijf goals, Lierse.

### RKC Waalwijk
In de zomer van 2018 tekende Tahiri een seizoen voor twee seizoenen bij RKC Waalwijk, met een optie voor een derde seizoen. Hij maakte zijn debuut voor RKC op 17 augustus tegen Telstar (1-0 winst). Op 19 oktober maakte hij tegen Jong Ajax (2-1 nederlaag) zijn eerste doelpunt voor RKC. Op 21 december was hij eenmalig captain van RKC, bij afwezigheid van aanvoerder Kevin Vermeulen. RKC eindigde dat seizoen achtste, waardoor het mee mocht doen aan play-offs om promotie. Tahiri speelde alle zes de wedstrijd tegen achtereenvolgens N.E.C, Excelsior en Go Ahead Eagles en promoveerde naar de Eredivisie na een spectaculaire 4-5 overwinning op laatstgenoemde. 
Tahiri maakte op 3 augustus 2019 zijn debuut in de Eredivisie tegen VVV-Venlo (3-1 nederlaag) en gaf meteen een assist. Twee weken later maakte hij tegen FC Twente (3-3) zijn eerste Eredivisiedoelpunt. Na 26 speelrondes stond RKC laatste, maar daarna werd het Eredivisieseizoen stopgezet vanwege de coronapandemie, waardoor RKC niet degradeerde. In zijn derde seizoen bij de club werd hij de nieuwe aanvoerder van RKC. Dat seizoen werd RKC vijftiende en bleef het op doelsaldo boven FC Emmen, dat daardoor play-offs om degradatie moest spelen. Daarna liep zijn contract af bij RKC en vertrok Tahiri transfervrij, na 97 wedstrijden, zes goals en tien assists voor RKC.

### SC Heerenveen
Na een halfjaar bij CFR Cluj, waar Tahiri zeven wedstrijden speelde, maar voornamelijk buiten de selectie werd gehouden, tekende Tahiri in de winter van 2022 een contract tot de zomer van 2024 bij SC Heerenveen. Daar maakte hij op 15 januari 2022 tegen FC Twente (0-2) zijn debuut voor. Op 1 mei 2022 scoorde hij in de Friese derby tegen SC Cambuur (3-3) zijn eerste doelpunt voor Heerenveen. Zijn tweede doelpunt maakt hij eveneens tegen SC Cambuur, in de 2-1 gewonnen Friese derby in het eigen Abe Lenstra Stadion op 13 november 2022.

### Almere City
Nadat het contract van Tahiri niet werd verlengd in de zomer van 2024, tekende hij bij Almere City FC. Hij maakte op 15 september zijn debuut, tegen Heracles Almelo (0-0). Hij begon in de basis maar werd na 64 minuten voor Thom Haye, die ook zijn debuut maakte na overgekomen te zijn van Heerenveen.

## Statistieken
| Seizoen        | Club           | Competitie            | Competitie | Competitie | Beker | Beker | Overig | Overig | Totaal | Totaal |
| Seizoen        | Club           | Competitie            | Wed.       | Dlp.       | Wed.  | Dlp.  | Wed.   | Dlp.   | Wed.   | Dlp.   |
| -------------- | -------------- | --------------------- | ---------- | ---------- | ----- | ----- | ------ | ------ | ------ | ------ |
| 2013/14        | Lierse SK      | Jupiler Pro League    | 6          | 0          | 0     | 0     | —      | —      | 6      | 0      |
| 2014/15        | Lierse SK      | Jupiler Pro League    | 14         | 1          | 1     | 0     | —      | —      | 15     | 1      |
| 2015/16        | Lierse SK      | Challenger Pro League | 27         | 2          | 0     | 0     | —      | —      | 27     | 2      |
| 2016/17        | Lierse SK      | Challenger Pro League | 13         | 2          | 1     | 0     | —      | —      | 14     | 2      |
| 2017/18        | Lierse SK      | Challenger Pro League | 0          | 0          | 0     | 0     | —      | —      | 0      | 0      |
| 2018/19        | RKC Waalwijk   | Eerste Divisie        | 31         | 2          | 2     | 0     | 6      | 0      | 39     | 2      |
| 2019/20        | RKC Waalwijk   | Eredivisie            | 23         | 3          | 1     | 0     | —      | —      | 24     | 3      |
| 2020/21        | RKC Waalwijk   | Eredivisie            | 33         | 1          | 1     | 0     | -      | -      | 34     | 1      |
| 2021/22        | CFR Cluj       | Liga I                | 4          | 1          | 1     | 0     | 2      | 0      | 7      | 1      |
| 2021/22        | SC Heerenveen  | Eredivisie            | 16         | 1          | 1     | 0     | 2      | 0      | 19     | 1      |
| 2022/23        | SC Heerenveen  | Eredivisie            | 32         | 1          | 3     | 0     | 2      | 0      | 37     | 1      |
| 2023/24        | SC Heerenveen  | Eredivisie            | 23         | 3          | 1     | 0     | 0      | 0      | 24     | 3      |
| 2024/25        | Almere City    | Eredivisie            | 17         | 0          | 0     | 0     | 0      | 0      | 17     | 0      |
| Carrièretotaal | Carrièretotaal | Carrièretotaal        | 239        | 17         | 12    | 0     | 10     | 0      | 261    | 17     |

1 Bakker ·
2 Dankerlui ·
3 Jacobs ·
4 Visus ·
5 Ritmeester van de Kamp ·
6 Carbonell ·
7 Providence ·
8 Tahiri ·
9 Robinet  ·
11 Kadile ·
12 Jasim ·
14 Zagaritis ·
15 Lawrence ·
16 Nalić ·
17 Hansen ·
18 Brym ·
19 Haye ·
20 Akujobi ·
21 Guillaume ·
22 Barbet ·
23 Balboa ·
24 Mattoir ·
25 Mamengi ·
26 Keller ·
27 Martins ·
28 Receveur ·
29 Wendlinger ·
30 Kuiper ·
31 Van der Wilt ·
32 De Nijs ·
34 Foah-Sam ·
34 Pinas ·
36 Beaumont ·
37 Puriel ·
39 Poku ·
40 Dors ·
50 Garden ·
Coach: Rijsdijk
· Assistent-coach: Booy
· Assistent-coach: Dastgir
· Assistent-coach: Talan
· Keeperstrainer: Etemadi